# Едгар Ебю
Едгар Лінденау Ебю (дан. Edgar Lindenau Aabye; нар. 1 вересня 1865 — пом. 30 квітня 1941) — данський спортсмен, олімпійський чемпіон з перетягування канату.

## Біографія
Народився 1 вересня 1865 року в Гельсінґер, Столичний регіон, Данія.
Вивчав богослів'я, викладав історію та географію в школі. З 1892 по 1935 роки працював журналістом в газеті «Politiken». Перший спортивний журналіст Данії. Займався різними видами спорту: плаванням, веслуванням, велоспортом. Чемпіон Данії з плавання 1896 року.
На ІІ літніх Олімпійських іграх 1900 року в Парижі (Франція) перебував саме як журналіст. Змагався у перетягуванні канату за змішану команду. У єдиному поєдинку змагань змішана дансько-шведська команда перемогла команду Франції й виборола золоті олімпійські медалі.
Помер 30 квітня 1941 року в Копенгагені.